# Putzar
Putzar is een ortsteil van de Duitse gemeente Boldekow in de deelstaat Mecklenburg-Voor-Pommeren. Tot 1 januari 2012 was ze een zelfstandige gemeente met de ortsteilen Putzar, Glien en Glien Siedlung.